# تصنيف نيس الدولي للسلع والخدمات
تصنيف نيس الدولي للسلع والخدمات المعروف أيضا باسم تصنيف نيس أنشأه اتفاق نيس عام 1957 وهو نظام لتصنيف السلع والخدمات لأغراض تسجيل العلامات التجارية. يتم تحديثه كل خمس سنوات وفي آخر عشر تحديثات فإنه يحتوي على 45 فئة (1-34 فصول تشمل السلع و35-45 الخدمات) ويسمح للمستخدمين الذين يسعون إلى علامة تجارية لسلعة أو خدمة لاختيار من بين هذه الفئات حسب مقتضى الحال. التعرف على النظام في العديد من البلدان جعل التقدم للحصول على العلامات التجارية دوليا عملية أكثر تنظيما. يتم تحديد نظام تصنيف من قبل المنظمة العالمية للملكية الفكرية.

## أصل تصنيف نيس
يستند تصنيف نيس بشأن معاهدة متعددة الأطراف تديرها المنظمة العالمية للملكية الفكرية. هذه المعاهدة دخلت حيز التنفيذ في 15 يونيو 1957 في مدينة نيس الفرنسية ويسمى «اتفاق نيس بشأن التصنيف الدولي للسلع والخدمات لأغراض تسجيل العلامات». يشار إلى هذا التصنيف عادة باسم «تصنيف نيس». اتفاق نيس مفتوح أمام الدول الأطراف في «اتفاقية باريس لحماية الملكية الصناعية».

## الدول المتعاقدة
فيما يلي قائمة الدول مع تاريخ انضمامها.
- ألبانيا (2003)
- الجزائر (1972)
- الأرجنتين (2007)
- أرمينيا (2004)
- أستراليا (1972)
- النمسا (1973)
- أذربيجان (2003)
- البحرين (2005)
- باربادوس (1984)
- بيلاروس (1998)
- بلجيكا (1974)
- بنين (1978)
- البوسنة والهرسك (1993)
- بلغاريا (2000)
- كندا (2019)
- تشيلي
- الصين (1994)
- كرواتيا (1992)
- كوبا (1995)
- جمهورية التشيك (1970)
- كوريا الشمالية (1997)
- الدنمارك (1970)
- دومينيكا (2000)
- مصر (2005)
- إستونيا (1996)
- فنلندا (1973)
- فرنسا
- جورجيا (2002)
- ألمانيا (1970)
- اليونان
- غينيا (1996)
- المجر (1970)
- آيسلندا (1995)
- جزيرة أيرلندا (1968)
- إسرائيل (1969)
- الهند (2019)
- إندونيسيا (2023)
- إيطاليا (1977)
- جامايكا (2005)
- اليابان (1989)
- كازاخستان (2002)
- قيرغيزستان (1998)
- لاتفيا (1994)
- لبنان
- ليختنشتاين (1972)
- ليتوانيا (1996)
- لوكسمبورغ (1974)
- مالاوي (1995)
- ماليزيا (2007)
- المكسيك (2000)
- مولدوفا (1997)
- موناكو (1975)
- منغوليا (2001)
- الجبل الأسود (2006)
- المغرب (1975)
- موزمبيق (2001)
- هولندا (1979)
- نيوزيلندا (2013)
- النرويج (1970)
- باراغواي (2021)
- بيرو (2022)
- الفلبين
- بولندا (1996)
- البرتغال (1982)
- كوريا الجنوبية (1998)
- مقدونيا الشمالية (1993);[4]
- رومانيا (1998)
- روسيا (1992)
- سانت كيتس ونيفيس (2005)
- سانت لوسيا (2000)
- السعودية (2021)
- صربيا (2006)
- سنغافورة (1998)
- سينت مارتن
- سلوفاكيا (1993)
- سلوفينيا (1992)
- إسبانيا (1979)
- سورينام (1981)
- السويد (1969)
- سويسرا (1970)
- سوريا (2004)
- طاجيكستان (1994)
- ترينيداد وتوباغو (1995)
- تونس
- تركيا (1995)
- تركمانستان (2006)
- أوكرانيا (2000)
- الإمارات العربية المتحدة (2022)
- المملكة المتحدة (1979)
- تنزانيا (1999)
- الولايات المتحدة (1972)
- الأوروغواي (1999)
- أوزبكستان (2001)

## التطبيق
مكاتب تجارية مسجلة لصالح الدول الموقعة على اتفاق نيس توافق على استخدام أكواد تصنيف معينة في وثائقهم الرسمية والمنشورات.

## مزايا وتفرد تصنيف نيس
ميزة استخدام تصنيف نيس يكمن في تنسيق طلبات العلامات التجارية مع الإشارة إلى نظام تصنيف واحد وبالتالي تبسيط الإيداع إلى حد كبير كما سيتم تصنيف السلع والخدمات التي تنطبق عليها علامة معينة نفسها في كل البلدان التي اعتمدت هذا النظام. إن تصنيف نيس موجود في عدة لغات كما يحفظ المتقدمين قدرا كبيرا من العمل عند تقديمه دوليا.

## الاستخدام في جميع أنحاء العالم
اعتبارا من 1 يناير 2014 كانت هناك 84 دولة موقعة على اتفاق نيس. تبنت هذه الدول رسميا تصنيف نيس وتطبيقه في تسجيل العلامات التجارية. بالإضافة إلى ذلك فإن هناك 65 دولة غير عضو وأربع منظمات والمكتب الدولي للمنظمة العالمية للملكية الفكرية أيضا يستخدمون تصنيف نيس.

## هيكل تصنيف نيس
يتكون تصنيف نيس من عناوين الطبقة والإيضاحات وقائمة أبجدية السلع والخدمات. عناوين الطبقة هي الأسماء الرسمية الوصفية للفئات 34 أو «طبقات» السلع للفئات الأحد عشر من الخدمات. يرافق هذه عند الاقتضاء من خلال المذكرات التفسيرية التي تضمنت وصفا تفصيليا لأنواع المنتجات أو الخدمات ضمن الطبقات المعنية. القائمة الأبجدية هي تعداد أبجدي من حوالي 10 آلاف سلعة وخدمة حوالي 1,000.

## تحديث المعاهدة
ينقح تصنيف نيس بشكل مستمر من قبل «لجنة الخبراء» التي تتكون عضويته ممثلة لجميع الدول الموقعة وطبعة جديدة تصدر كل خمس سنوات. الطبعة الحالية العاشرة صدرت في 1 يناير 2013.

## قائمة الفئات (الطبعة 10)

### السلع
1. المواد الكيميائية المستخدمة في الصناعة والعلوم والتصوير الفوتوغرافي وكذلك في الزراعة والبستنة والغابات والراتنجات الاصطناعية غير المجهزة والبلاستيك غير المعالجة والأسمدة. مواد الإطفاء. اللحام. المواد الكيميائية للحفاظ على المواد الغذائية. دباغة الموادلا والمواد اللاصقة المستخدمة في الصناعة.
2. الدهانات والورنيش واللك والمواد الحافظة ضد الصدأ وضد التدهور من خشب والتلوينات والصبغ والراتنجات الطبيعية الخام والمعادن في احباط ومسحوق الرسامين والديكور والطابعات والفنانين.
3. التبييض وغيرها من المواد الغسيل والتنظيف والتلميع والجلخ والصابون والعطور والزيوت العطرية ومستحضرات التجميل ومستحضرات الشعر ومعاجين الأسنان.
4. الزيوت والشحوم الصناعية ومواد التشحيم والغبار ومواد الترطيب والتراكيب الملزمة والوقود (بما في ذلك روح المحرك) والمضيئات والشموع والفتائل للإضاءة.
5. الأدوية الدوائية والبيطرية والمحضرات الصحية للأغراض الطبية والمواد الغذائية والمواد المكيفة للاستخدام الطبي أو الطب البيطري والغذاء للأطفال الرضع والمكملات الغذائية للإنسان والحيوان واللصقات ومواد التضميد والمواد اللازمة لوقف الأسنان وشمع طب الأسنان والمطهرات ومحضرات تدمير الحشرات والفطريات والأعشاب الضارة.
6. المعادن المشتركة وسبائكها ومواد البناء المعدنية ومعادن المباني والمواد المعدنية لخطوط السكك الحديدية والكابلات والأسلاك المعدنية المشتركة غير الكهربائية وتجارة الحديد والأشياء الصغيرة المعدنية والأنابيب المعدنية والبضائع المعدنية الشائعة التي لم تدرج في الفئات الأخرى والخامات.
7. الآلات وأدوات الآلة والمحركات (باستثناء المركبات البرية) واقتران الجهاز ونقل المكونات (باستثناء المركبات البرية) والأدوات الزراعية بخلاف التي تعمل باليد وحاضنات البيض وآلات البيع الأوتوماتيكية.
8. الأدوات اليدوية والأدوات التي تديرها اليد والسكاكين والأسلحة الجانبية وشفرات الحلاقة.
9. مواد التصوير الفوتوغرافي والعلمية والبحرية والمسح والسينمائي والبصرية والمواد المنقذة للحياة وأجهزة وأدوات التدريس وأجهزة وأدوات لإجراء وتحويل وتراكم وتنظيم والتحكم في الكهرباء. جهاز لتسجيل ونقل واستنساخ الصوت والصور وناقلات البيانات الممغنطة وأقراص التسجيل والأقراص المدمجة وأقراص الفيديو الرقمية وغيرها من وسائل التسجيل الرقمي. آليات للجهاز تعمل بقطع النقود المعدنية وتسجيل النقد والآلات الحاسبة ومعدات تجهيز البيانات وأجهزة الكمبيوتر وبرامج الكمبيوتر وجهاز إطفاء الحرائق.
10. الأدوات الجراحية والطبية وطب الأسنان والطب البيطري وأجهزة وأدوات والأطراف الاصطناعية والعيون والأسنان ومواد العظام ومواد الخياطة.
11. أجهزة الإضاءة والتدفئة وتوليد البخار والطهي والتبريد والتجفيف والتهوية وإمدادات المياه والأغراض الصحية.
12. المركبات البرية والجوية والمائية.
13. الأسلحة النارية والذخائر والمقذوفات والمتفجرات والالعاب النارية.
14. المعادن الثمينة وسبائكها وسلع المعادن الثمينة التي لم تدرج في الفئات الأخرى والمجوهرات والأحجار الكريمة وأدوات قياس الزمن وميقات الكونومتر.
15. الالات الموسيقية.
16. الورق والمنتجات المصنوعة من هذه المواد التي لم تدرج في الفئات الأخرى والمطبوعات ومواد تجليد الكتب والصور والقرطاسية والمواد اللاصقة لأغراض القرطاسية أو المنزلية ومواد الفنانين الطلاء والفرش والآلات الكاتبة والمستلزمات المكتبية (باستثناء الأثاث) والمواد التعليمية والتدريس (عدا الأجهزة) والمواد البلاستيكية للتغليف (غير المدرجة في فئات أخرى) والطابعات والكليشيهات.
17. المطاط والطبرخي واللثة والأسبستوس والميكا والسلع المصنوعة من هذه المواد وغير المدرجة في فصول أخرى والبلاستيك في شكل مقذوف لاستخدامها في الصنع والتعبئة ووقف والمواد العازلة والأنابيب المرنة وليست من المعدن.
18. الجلود وتقليد الجلود والمنتجات المصنوعة من هذه المواد وغير المدرجة في الفئات الأخرى وجلود الحيوانات والجذوع وحقائب السفر والمظلات والعصي والسياط والتسخير والسروج.
19. مواد البناء (غير المعدنية) والأنابيب الصلبة للبناء غير المعدنية والأسفلت والملعب والقار والمباني غير المعدنية والمعالم الأثرية وليست من المعدن.
20. الأثاث والمرايا وإطارات الصور والسلع (غير المدرجة في فئات أخرى) من الخشب والفلين والقصب وقصب السكر والخوص والقرن والعظام والعاج وعظمة الحوت والقذيفة والعنبر وأم لؤلؤة وزبد البحر وبدائل لجميع هذه المواد أو من البلاستيك.
21. الأسرة أو أدوات المطبخ والحاويات والأمشاط والإسفنج والفرش (باستثناء المدببة) ومواد صنع فرشاة ومواد لأغراض التنظيف والصوف الصلب والزجاج الخام أو نصف المشغول (ما عدا الزجاج المستخدمة في البناء) والأواني الزجاجية والبورسلين والخزف التي لم تدرج في الفئات الأخرى.
22. الحبال والسلاسل والشبكات والخيام والمظلات وقطع القماش المشمع والأشرعة والأكياس (غير المدرجة في فئات أخرى) والحشو (باستثناء من المطاط أو البلاستيك) والمواد النسجية الليفية الخام.
23. الخيوط لاستخدام النسيج.
24. المنسوجات والسلع النسيجية التي لم تدرج في الفئات الأخرى التي تغطي السرير.
25. الملابس والأحذية والقبعات.
26. الدانتيل والتطريز والأشرطة والجديلة والأزرار والسنانير والعيون والدبابيس والإبر والزهور الاصطناعية.
27. السجاد والحصير والسجاد المشمع وغيره من المواد لتغطية الأرضيات القائمة والجدار الشنق (غير الغزل والنسيج).
28. الألعاب والجمباز والمواد الرياضية غير المدرجة في الفئات الأخرى وأشجار عيد الميلاد للديكور.
29. اللحوم والأسماك والدواجن المجمدة والمجففة والفواكه والخضار المطبوخة والهلام والمربى والكومبوت والبيض والحليب ومنتجات الألبان والزيوت والدهون الصالحة للأكل.
30. القهوة والشاي والكاكاو والقهوة الاصطناعية والأرز والتابيوكا والساغو والدقيق والمستحضرات المصنوعة من الحبوب والخبز والمعجنات والحلويات والثلوج والسكر والعسل والعسل الأسود والخميرة ومسحوق الخبز وملح الطعام والخردل والخل والصلصات والتوابل والجليد.
31. الحبوب الزراعية والمنتجات البستانية والغابات غير المدرجة في الفئات الأخرى والحيوانات الحية والفواكه والخضروات الطازجة والبذور والنباتات والزهور الطبيعية والمواد الغذائية للحيوانات وشراب الشعير.
32. البيرة المعدنية والمياه الغازية وغيرها من المشروبات غير الكحولية ومشروبات الفاكهة وعصائر الفاكهة والعصائر وغيرها من المشروبات.
33. المشروبات الكحولية (باستثناء البيرة).
34. التبغ ومواد المدخنين وأعواد الثقاب.

### الخدمات
35. الإعلان وإدارة الأعمال والوظائف المكتبية.
36. التأمين والشؤون المالية والشؤون النقدية والشؤون العقارية.
37. بناء وإصلاح وخدمات تركيب العمارات.
38. الاتصالات.
39. النقل والتعبئة والتغليف والتخزين للبضائع وترتيب السفر.
40. معالجة المواد.
41. التعليم وتوفير التدريب ووسائل الترفيه والأنشطة الرياضية والثقافية.
42. الخدمات العلمية والتكنولوجية والبحث والتصميم المتعلقة بها وخدمات التحليل والبحث الصناعية وتصميم وتطوير أجهزة الحاسوب والبرمجيات.
43. خدمات توفير الطعام والشراب والإقامة المؤقتة.
44. الخدمات الطبية والخدمات البيطرية والرعاية الصحية والجمال للبشر أو الحيوانات والزراعة والبستنة والغابات.
45. الخدمات القانونية والأجهزة الأمنية لحماية الممتلكات والأفراد والخدمات الشخصية والاجتماعية المقدمة من قبل الآخرين لتلبية احتياجات الأفراد.

## قائمة الفئات (النسخة 11)
المنتجات
الفئة 1 المواد الكيميائية المستخدمة في الصناعة والعلوم والتصوير الفوتوغرافي، والمستخدمة في الزراعة والبستنة والغابات؛ الراتنجات الصناعية غير المعالجة؛ اللدائن غير المعالجة؛ الزبل؛ مطفاة الحريق؛ مستحضرات التقسية واللحام؛ المواد الحافظة؛ مواد الدباغة والمواد اللاصقة المستخدمة في الصناعة
الفئة 2 الطلاء، الورنيش، طلاء اللك العازل؛ المواد العازلة ضد الصدأ والمضادة لبلاء الخشب؛ المرسخات اللونية، والملوّنات والراتنج، المعادن على شكل رقائق والمساحيق المستخدمة في الطلاء والديكور والطباعة والفن
الفئة 3 ماء جافيل؛ مستحضرات التنظيف والتلميع والجلي والكشط؛ الصابون غير الدوائي؛ العطور الزيوت العطرية، مستحضرات التجميل، غسول؛ أدوات تنظيف الأسنان غير الدوائية
الفئة 4 الزيوت والشحوم الصناعية؛ مواد التشحيم. تركيبات امتصاص الغبار وترطيبه؛ الوقود (بما في ذلك وقود المحركات) والإضاءة؛ الشموع وفتائل للإضاءة
الفئة 5 الأدوية، المستحضرات الطبية والبيطرية؛ التجهيزات الصحية لأغراض طبيّة؛ الأغذية والمواد الغذائية المهيأة للاستخدام الطبّي أو البيطري، أغذية الأطفال الرضّع؛ المكملات الغذائية للإنسان والحيوان؛ اللصقات والضمادات؛ مواد حشو الأسنان، شمع الأسنان، المطهرات؛ مبيدات الأعشاب والفطريات والهوام
الفئة 6	المعادن النفيسة وسبائكها وخاماتها؛ المواد المعدنية المستخدمة للبناء والتشييد؛ المباني المعدنية القابلة للنقل؛ خطوط السكك الحديدية؛ الكابلات والأسلاك غير الكهربائية المصنوعة من معادن عادية؛ الحديد التجاري، والمعدات المعدنية المصنوعة من الأشياء الصغيرة؛ المواسير والأنابيب المعدنية؛ الحاويات المعدنية للتخزين أو النقل؛ الخزائن
الفئة 7	الآلات وعدة الورش؛ المحركات (باستثناء المركبات البرية)؛ آلات نقل الحركة (باستثناء المركبات البرية)؛ فقاسات البيض؛ الآلات الزراعية؛ آلات البيع الأوتوماتيكية
الفئة 8 الأدوات اليدوية (المشغّلة يدوياً)؛ أدوات المائدة؛ الأذرع الجانبية؛ شفرات الحلاقة
الفئة 9	الأجهزة والأدوات المستخدمة في مسح الأراضي والتصوير الفوتوغرافي والتصوير السينمائي، والبصريات، وأجهزة الوزن والقياس والإشارات والفحص (الإشراف)، أجهزة الإنقاذ والتعليم وأجهزة وأدوات التوصيل والتبديل والتحويل والتجميع والتنظيم والتحكم الكهربائي؛ أجهزة تسجيل أو نقل أو إعادة إنتاج الصور أو الصوت؛ أدوات التخزين المغناطيسي وأقراص التسجيل المضغوطة ودي في دي ووسائط التسجيل الرقمية؛ والأجهزة التي تعمل بقطع النقود المعدنية؛ آلات تسجيل النقد، الآلات الحاسبة الميكانيكية، معدات معالجة البيانات، الحواسيب؛ برمجيات الحاسوب؛ أجهزة إطفاء الحرائق
الفئة 10 الجراحة، الطب،أجهزة وأدوات طب الأسنان والطب البيطري؛ الأطراف الصناعية والعيون والأسنان؛ مواد جراحة العظام؛ مواد الخياطة الطبية والأجهزة العلاجية والمعينة المخصصة لذوي الاحتياجات الخاصة؛ أجهزة التدليك؛ المعدات والأجهزة والأدوات اللازمة لرعاية الأطفال الرضّع؛ الأجهزة والأدوات والمواد المستخدمة في النشاط الجنسي
الفئة 11 الإضاءة، التدفئة والتهوية وتكييف الهواء، محطات الطاقة النووية، مواد الطبخ، مواد التثليج، مواد التجفيف، قنوات الهواء، إمداد المياه
الفئة 12 المركبات؛ أجهزة لتنقل عن طريق الأرض أو الهواء أو الماء
الفئة 13 الأسلحة النارية؛ الذخيرة والمقذوفات؛ المتفجرات؛ الألعاب النارية
الفئة 14 الفلزات النفيسة وسبائكها؛ المجوهرات، الأحجار الكريمة؛ أدوات قياس الزمن والكرونومتر
الفئة 15 الآلات الموسيقية
الفئة 16 الورق؛ المطبوعات؛ مواد تجليد الكتب؛ الصور الفوتوغرافية؛ القرطاسية واللوازم المكتبية، باستثناء الأثاث؛ المواد اللاصقة للقرطاسية أو للأغراض المنزلية؛ مواد الرسم؛ فرش الرسم؛ الآلات الكاتبة والمستلزمات المكتبية؛ المواد التعليمية والتدريسية (ما عدا الأجهزة)؛ اللدائن، مواد الألواح والأغشية وأكياس التغليف؛ الطابعات ومواد الطباعة
الفئة 17 المطاط الطبيعي غير المصنّع وشبه المصنعة ، والطبطرخا، والصمغ، أسبست، ميكا (معدن) وبدائل جميع هذه المواد؛ البلاستيك والراتنجات في شكل مقذوف لاستخدامها في التصنيع؛ مواد التعبئة والإيقاف والعزل؛ مواسير وأنابيب وخراطيم مرنة، وليست معدنية
الفئة 18 منتجات الجلود والجلود المقلدة؛ جلود الحيوانات وجلود الحيوانات المعالجة للاستخدام البشري؛ الصناديق وأمتعة السفر وحقائب الحمل؛ المظلات؛ عصي المشي؛ السياط والأحزمة وعدة الفرس؛ ياقات ومقاود وملابس الحيوانات
الفئة 19 مواد البناء (غير المعدنية)؛ الأنابيب الصلبة غير معدنية المستخدمة للبناء؛ بتومين؛ المباني غير المعدنية القابلة للنقل؛ الآثار غير المعدنية
الفئة 20 الأثاث، المرايا، إطارات الصور؛ الحاويات غير معدنية المستخدمة للتخزين أو النقل؛ العظم أو القرون أو العاج غير المشغولة أو شبه المشغولة، بالين أو عرق اللؤلؤ؛ الأصداف؛ أنبوب ميرشاوم؛ الكهرمان الأصفر
الفئة 21 أدوات تحضير الطعام وحافظات الطعام؛ الأمشاط والاسفنج؛الفرش (باستثناء فرش الرسم)؛ مواد صنع الفرش؛ أدوات التنظيف؛ الليف السلكي؛ الزجاج غير المشغول أو شبه المشغول، (ما عدا زجاج المباني المستخدم في البناء)؛آنية الشرب، الخزف الصينية والفخاريات
الفئة 22 الحبال والأوتار؛ الشباك؛ الخيام والمظلات، تربولين؛ المظلات المصنوعة من المواد النسيجية أو الصناعية؛ الأشرعة؛ أكبس نقل وتخزين المواد؛ الحشوات؛ وحشوات الوسائد ومواد الحشو الأخرى (باستثناء الورق أو الورق المقوى أو المطاط أو البلاستيك)؛ المواد النسيجية الليفية الخام وبدائلها
الفئة 23 الخيوط
الفئة 24 الأنسجة وبدلائل المنسوجات؛ أغطية الأسرّة؛ أغطية الموائد والبياضات المنزلية؛ الستائر المصنوعة من القماش أو البلاستيك
الفئة 25 ملابس، لباس القدم، عمرة (لباس)
الفئة 26 التخريم والتطريز، والأشرطة، والجدائل؛ الأزرار والخطافات والعيون والدبابيس والإبر؛ الزهور الاصطناعية؛ زينة الشعر؛ الشعر المستعار
الفئة 27 السجاد، والحصير، المشمع والمواد الأخرى المستخدمة لتغطية الأرضيات؛ ومعلقات الحيطان (غير النسيجية)
الفئة 28 الألعاب، الألعاب؛ أجهزة ألعاب الفيديو؛ مواد الجمباز والرياضية. زينة أشجار عيد الميلاد.
الفئة 29 اللحوم، السمك، الدواجن والطرائد ومستخلصات اللحوم؛ حفظ الأغذية، الأغذية المجمدة والمجففة والفواكه والخضراوات المطهوّة؛ الهلام، الفاكهة المحفوظة، الكومبوت؛ البيض؛ الحليب؛ زيت الطهي
الفئة 30 القهوة، الشاي، الكاكاو، القهوة الصناعية؛ الأرز؛ التبيوكة ومواد أخرى تستخدم لتغطية الأرضيات؛ معلقات حائط (غير نسيجية)؛ سكر، عسل، العسل الأسود؛ الخميرة، ذرور الخبز؛ ملح الطعام؛ الماستردة؛ الخل، الصلصات (البهارات)؛ البهارات؛ جليد
الفئة 31 المنتجات الزراعية الخام وغير المعالجة، مواد تربية الأحياء المائية، ومنتجات البستنة والتحريج؛ والحبوب الغذائية؛ الفواكه الطازجة، والخضراوات والأعشاب؛ النباتات الطبيعية والزهور)؛ الأبصال والأشتال والبذور؛ الحيوانات الحية؛ المواد الغذائية وأغذية الحيوانات؛]
الفئة 32 الجعة؛ الماء؛ العصائر؛ الشراب والمستحضرات الأخرى المستخدمة لصنع المشروبات
الفئة 33 المشروبات الكحولية (باستثناء الجعة)
الفئة 34 التبغ؛ مواد خاصة بالمدخنين، أعواد الثقاب
الخدمات
الفئة 35 الإعلان؛ إدارة الأعمال؛ الوظائف المكتبية
الفئة 36 التأمين؛ financial affairs؛ monetary affairs؛ real estate affairs
الفئة 37 التشييد والبناء؛ خدمات التركيب والإصلاح
الفئة 38 الاتصالات عن بعد
الفئة 39 النقل؛ تعبئة وتخزين البضائع؛ ترتيب السفر
الفئة 40 معالجة المواد
الفئة 41 التعليم؛ توفير التدريب؛ ترفيه؛ الأنشطة الرياضية والثقافية
الفئة 42 الخدمات العلمية والتكنولوجية والبحث والتصاميم المتعلقة بها؛ خدمات التحليل والأبحاث الصناعية؛ تصميم وتطوير أجهزة وبرامج الكمبيوتر
الفئة 43 المطاعم؛ إقامة مؤقتة
الفئة 44 الرعاية الصحية؛ طب بيطري؛العناية الصحية والجمالية للبشر أو الحيوانات؛ الزراعة، خدمات البستنة والغابات
الفئة 45 المحاماة؛ خدمات الأمن للحماية المادية للممتلكات المادية والأفراد؛ الخدمات الشخصية والاجتماعية التي يقدمها الآخرون لتلبية احتياجات الأفراد